# Rolf Sieber
Rolf Sieber (* 10. Dezember 1929 in Lunzenau; † 26. Juli 2020) war ein deutscher Hochschulrektor und Diplomat. Von 1974 bis 1978 war er erster DDR-Botschafter in den USA und leitete von 1979 bis 1988 als Rektor die Hochschule für Ökonomie Berlin. Er war von 1963 bis 1976 Abgeordneter der Volkskammer.

## Leben
Sieber wurde im Dezember 1929 in einer Arbeiterfamilie in der mittelsächsischen Kleinstadt Lunzenau geboren. Nach dem Besuch der Volksschule absolvierte er mit kriegsbedingten Unterbrechungen von 1944 bis 1947 eine kaufmännische Lehre. Nach dem Kriegsende 1945 wurde Sieber Mitglied der wieder zugelassenen KPD, nach der Zwangsvereinigung von SPD und KPD war er ab April 1946 SED-Mitglied. Um das für ein Hochschulstudium notwendige Abitur erreichen zu können, besuchte Sieber ab dem Studienjahr 1948/49 die Vorstudienanstalt, später ABF der Leipziger Universität. An dieser legte er 1950 das Abitur ab und gehörte anschließend zum ersten Studentenjahrgang der neugegründeten Hochschule für Planökonomie, der späteren Hochschule für Ökonomie (HfÖ) in Berlin-Karlshorst. Auf Grund seiner sehr guten Studienleistungen wurde Sieber bereits 1951, vermutlich zu den ersten DDR-Studenten in der Sowjetunion gehörend, zum Studium nach Moskau delegiert, wo er Vorlesungen am Staatlichen Moskauer Ökonomischen Institut und an der Lomonossow-Universität besuchte. Sein Studium schloss er 1956 als Diplom-Wirtschaftler ab.
Anschließend war Sieber bis 1973 in verschiedenen Funktionen in der Lehre an der HfÖ tätig. Zunächst wissenschaftlicher Assistent, dann Oberassistent, wurde er 1959 an der Hochschule mit der Dissertation Wesen und Entwicklung einiger grundlegender Thesen der Theorie vom „organisierten Kapitalismus“ und der Ansichten von der „Wirtschaftsdemokratie“ in Deutschland in den Jahren 1918-1933 zum Dr. oec promoviert. 1963 wurde er mit der Schrift Wirtschaftstheorien, die die Rechtssozialisten verteidigen habilitiert und 1964 zum Professor mit Lehrauftrag ernannt, gleichzeitig wurde er Prorektor der Hochschule. Ab 1969 war Sieber Lehrstuhlinhaber für Geschichte der Politischen Ökonomie an der Sektion Marxismus-Leninismus der HfÖ. Überdies gehörte er seit 1961 der Betriebsgewerkschaftsleitung und seit 1963 der zentralen SED-Parteileitung der Hochschule an.
1963 bis 1967 war Sieber für den FDGB Berliner Vertreter in der Volkskammer. Von 1967 bis 1976 war er Volkskammerabgeordneter der FDGB-Fraktion. Innerhalb der Volkskammer war Sieber von 1967 bis 1974 Vorsitzender der Interparlamentarischen Gruppe, die sich unter seiner Leitung um die Aufnahme in die Internationale Parlamentarische Union (IPU) bemühte. Diese vollzog sich im September 1972 auf der 60. IPU-Konferenz in Rom und war ein wichtiger Schritt für die weltweite diplomatische Anerkennung der DDR ab 1973. Sieber war Mitglied des 1974 an der Akademie der Wissenschaften der DDR gegründeten Nationalkomitees für politische Wissenschaften der DDR.
Wegen seiner Auftritte auf internationalem Parkett als Leiter der Interparlamentarischen Gruppe der Volkskammer und wegen seiner Herkunft, die nicht dem Parteiapparat entsprang, hielt ihn das DDR-Außenministerium für geeignet, einen Botschafterposten im westlichen Ausland zu übernehmen. Es sprach ihn bereits Anfang der 1970er Jahre an, ob er sich einen Botschafterposten zum Beispiel in den USA vorstellen könne. Unter der Voraussetzung, nicht endgültig in den diplomatischen Dienst zu wechseln und entsprechend vorbereitet zu werden, sagte Sieber zu. Daraufhin hielt er sich über längere Zeit an der DDR-Botschaft in Stockholm auf, wo ihm Botschafter Peter Steglich das Handwerkszeug der Diplomatie nahebrachte. Hinzu kam ein Intensivunterricht in Englisch am Fremdspracheninstitut des DDR-Außenministeriums. Nachdem die USA und die DDR mit Wirkung vom 4. September 1974 diplomatische Beziehungen aufgenommen hatten, trat Sieber im November 1974 seinen Dienst als Botschafter an. Die Botschaft in Washington wurde am 4. Dezember 1974 eröffnet, Siebers Akkreditierung erfolgte am 20. Dezember 1974 durch den US-Präsidenten Gerald Ford. Siebers Tätigkeit als erster DDR-Botschafter war vor allem davon geprägt, trotz der Doppelgleisigkeit der DDR gegenüber den USA (Kooperationsbereitschaft auf der einen, Verurteilung von Gesellschaft und Politik der USA auf der anderen Seite) unter Zurückstellung unterschiedlicher ideologischer Auffassungen die diplomatischen Beziehungen zu den USA pragmatisch aufzubauen. Von 1974 bis 1978 war er gleichzeitig Botschafter in Kanada.
In Siebers Zeit als DDR-Botschafter fielen erste bilaterale Abschlüsse zwischen den USA und der DDR, deren Auswirkungen er und seine Botschaftsmitarbeiter vorzubereiten und zu betreuen hatten. So durften erstmals ab dem 1. Januar 1977 DDR-Handelsschiffe US-Häfen direkt anlaufen, um von dort Waren in die DDR zu transportieren. Bis dahin musste die DDR zu oft überteuerten Preisen fremde Schifffahrtsgesellschaften in Anspruch nehmen. Die Vorgespräche mit den entsprechenden Hafenbehörden liefen über die DDR-Botschaft. Die DDR-Handelsschiffe transportierten unter anderem Futtergetreide aus den USA für die DDR-Landwirtschaft. Hinzu kamen erste Verträge von DDR-Firmen mit US-Konzernen wie Dow Chemical oder Standard Oil. Ein weiterer Höhepunkt in Siebers Tätigkeit als Botschafter war die diplomatische Vorbereitung und teilweise Betreuung einer insgesamt neun Monate währenden Ausstellung der Staatlichen Kunstsammlungen Dresden in den USA unter dem Titel Die Pracht Dresdens – 500 Jahre Kunstsammlung – Eine Ausstellung aus der Deutschen Demokratischen Republik. Die 710 Kunstgegenstände wurden für jeweils drei Monate in Washington, New York und San Francisco gezeigt, wobei der Neubau der National Gallery of Art in Washington am 1. Juni 1978 mit der Ausstellung aus der DDR eröffnet wurde. Im Herbst 1978 wurde Sieber von Horst Grunert, bis dahin stellvertretender Außenminister, als Botschafter in den USA abgelöst.
Nach seiner Rückkehr in die DDR wurde Sieber am 12. Januar 1979 zum Rektor der Hochschule für Ökonomie Berlin ernannt und löste Walter Kupferschmidt ab. In dieser Funktion gehörte er auch der SED-Bezirksleitung Berlin als Mitglied an. Ab 1982 war Sieber zudem Vorsitzender der Freundschaftsgesellschaft DDR-USA. 1986 wurde Rolf Sieber Mitglied im Problemrat für USA-Forschung beim Wissenschaftlichen Rat für außenpolitische Forschung der DDR.
1988 wurde er gemeinsam mit Karl-Heinz Röder auf Einladung und Vermittlung des International Researche Exchange Board (IREX) vom Nobelpreisträger für Wirtschaftswissenschaften Paul A. Samuelson (Massachusetts Institute of Technology/MIT) sowie vom US-Präsidentenberater und Ökonom John Kenneth Galbraith (Harvard University) zu einem jeweils umfänglichen wissenschaftlichen Meinungsaustausch empfangen. Zu seinen letzten Amtshandlungen gehörte im August 1988 die Eingliederung der Fachschule für Außenwirtschaft Josef Orlopp in die HfÖ. Am 28. Oktober 1988 wurde Sieber als Rektor von Christa Luft abgelöst. Er blieb bis zur Auflösung der HfÖ Professor an der Hochschule.
Rolf Sieber starb im Alter von 90 Jahren.

## Auszeichnungen
- 1984 Vaterländischer Verdienstorden in Gold[3]